# Muntiacus crinifrons
Muntiacus crinifrons — вид мунтжака (Muntiacus) семейства оленевых (Cervidae). Обитает только в восточном Китае и живет там на относительно ограниченной территории. Места обитания представлены густыми горными лесами. Сведений об образе жизни мало. Одиночные, территориальные и питаются мягкой растительной пищей. Самки рожают одного детеныша за раз. Популяция считается находящейся под угрозой исчезновения.

## Внешний вид и строение
Довольно крупный представитель мунтжаков. Длина головы и тела составляет от 90 до 110 см, хвоста ― 20 см. Высота в холке около 55 см, масса тела от 20 до 25 кг. В среднем самки немного крупнее самцов. Цвет меха обычно от темно-коричневого до черного. На нижней стороне сравнительно длинного хвоста с бахромой есть белые волоски. Конечности в основном кажутся тёмными. На лбу растет пучок длинных волос от красновато-коричневого до золотисто-жёлтого цвета. Уши заострённые, внутренняя часть белая. Длина рожек от 7 до 8 см. Они могут иметь одну или две вершины.

## Распространение и среда обитания
Ареал ограничен восточным Китаем. Встречается на относительно узкой территории на юге провинции Аньхой и на западе провинции Чжэцзян. Есть три основные зоны с более крупными популяциями. К ним относятся Тяньмушань на границе между провинциями Чжэцзян и Аньхой, Хуаншань в провинции Аньхой и уезд Суйчан в провинции Чжэцзян. Три основные зоны находятся на расстоянии примерно 150 км друг от друга в направлении восток-запад (Тяньму-Шань и Хуан-Шань) и на расстоянии от 230 до 240 км в направлении север-юг (Тяньму-Шань/Хуан-Шань и Суйчан). Кроме того, вид встречается в прилегающих районах, включая Суйчан и другие окрестности города Лишуй, вокруг горы Хуайюань на востоке провинции Цзянси и горы Уи на севере провинции Фуцзянь. Впервые его заметили с помощью фотоловушек в горах Уи в 2010 году. Популяции за пределами основных зон часто считаются не особенно стабильными. Общая площадь всего ареала ― 76 500 км².
Животные обитают преимущественно в горных лесах с густым подлеском, изредка встречаются и в зарослях кустарников. Подходящие для них леса состоят из мозаики лиственной, толстолиственной растительности, вечнозеленых растений и сообществ бамбука. Они подвержены влиянию муссонов. Распределение высот в трех основных зонах обитания колеблется от 200 до 1200 м над уровнем моря, в горах Уи, по наблюдениям, животные держатся на высотах около 1080—2130 м.

## Образ жизни и поведение
Ведет одиночный и территориальный образ жизни, но о его поведении мало информации. Индивидуальные территории отмечают запаховыми метками предглазных желез, втирая их в растительность. Самцы защищают свою территорию от чужаков с помощью увеличенных клыков. С весны до осени основные активность животных приурочена к следующим часам: 6:00, 8:00, 17:00 и 20:00. Зимой животные более активны только один раз в день. Периоды отдыха наступают во время полуденной жары и вскоре после полуночи. В заповеднике Цзюлуншань в провинции Чжэцзян предпочитают весной и осенью смешанные леса на средних склонах (от 15 до 30°) на высоте около 1000—1200 м. Летом популяции перемещаются в смешанные леса на больших высотах выше 1200 м на более крутых склонах (от 30 до 45°), но зимой большую часть времени проводит в хвойных лесах на средних, южных склонах (от 15 до 30°). Во всех типах ландшафтов кормовая база в соответствующие сезоны обильна, но расстояние до ближайшего источника воды зимой может уменьшаться примерно до 500 м, а в остальное время года — более 1000 м.

## Питание
Питается самыми разнообразными листьями, ветками, травами, фруктами и травами.

## Репродукция
Самки становятся половозрелыми примерно в год. Размножение не сезонное. Рожают одного молодого животного после периода беременности, продолжающегося около 210 дней. Они могут быть готовы к повторному зачатию после рождения, поскольку различные наблюдения показали, что кормящие матери уже снова рожают потомство. Согласно генетическому анализу, проведенному в заповеднике Цзюлуншань, самец обычно спаривается с несколькими самками, тогда как самки спариваются только с одним самцом.

## Угрозы и охрана
Классифицируется МСОП как «уязвимый» с 1990 года, хотя в последние годы было очень мало доказательств, подтверждающих эту оценку. В 2008 году классификация популяций в горах Уи была основана на том факте, что их численность сократилась примерно более чем на 30 % за последние три поколения (около 18 лет), что связано с чрезмерной охотой и разрушением среды обитания в результате вырубки лесов или расширения сельскохозяйственных угодий. Последняя оценка численности популяции в конце 1990-х годов составляла от 7000 до 8500 особей. Этот вид встречается на нескольких охраняемых территориях, таких как заповедники Уишань, Гутяньшань и Цзюлуншань. Важнейшей защитной мерой является сохранение лесных местообитаний вида, кроме того, необходим более детальный анализ факторов угрозы.